# Clarence Abel
Clarence John "Taffy" Abel (28. května 1900, Sault Ste. Marie, Michigan – 1. srpna 1964 tamtéž) byl americký reprezentační hokejový obránce.
S reprezentací USA získal jednu stříbrnou olympijskou medaili (1924).

## Úspěchy
- Stříbro na Letních olympijských hrách – 1924

## Klubové statistiky
| Sezona     | Klub                 | Soutěž     | Základní část | Základní část | Základní část | Základní část | Základní část | Play off | Play off | Play off | Play off | Play off |
| Sezona     | Klub                 | Soutěž     | Z             | G             | A             | B             | TM            | Z        | G        | A        | B        | TM       |
| ---------- | -------------------- | ---------- | ------------- | ------------- | ------------- | ------------- | ------------- | -------- | -------- | -------- | -------- | -------- |
| 1924–25    | St. Paul Hockey Club | USAHA      | —             | —             | —             | —             | —             | —        | —        | —        | —        | —        |
| 1925–26    | Minneapolis Millers  | CHL        | 23            | 0             | 1             | 1             | 28            | —        | —        | —        | —        | —        |
| 1926–27    | New York Rangers     | NHL        | 44            | 8             | 4             | 12            | 78            | 2        | 0        | 1        | 1        | 6        |
| 1927–28    | New York Rangers     | NHL        | 23            | 0             | 1             | 1             | 28            | 9        | 1        | 0        | 1        | 14       |
| 1928–29    | New York Rangers     | NHL        | 44            | 3             | 1             | 4             | 41            | 6        | 0        | 0        | 0        | 8        |
| 1929–30    | Chicago Black Hawks  | NHL        | 38            | 3             | 3             | 6             | 42            | 2        | 0        | 0        | 0        | 10       |
| 1930–31    | Chicago Black Hawks  | NHL        | 43            | 0             | 1             | 1             | 45            | 9        | 0        | 0        | 0        | 8        |
| 1931–32    | Chicago Black Hawks  | NHL        | 48            | 3             | 3             | 6             | 34            | 2        | 0        | 0        | 0        | 2        |
| 1932–33    | Chicago Black Hawks  | NHL        | 47            | 0             | 4             | 4             | 63            | —        | —        | —        | —        | —        |
| 1933–34    | Chicago Black Hawks  | NHL        | 46            | 2             | 1             | 3             | 28            | 8        | 0        | 0        | 0        | 8        |
| NHL celkem | NHL celkem           | NHL celkem | 333           | 19            | 18            | 37            | 359           | 38       | 1        | 1        | 2        | 56       |